# Jan II Carondelet

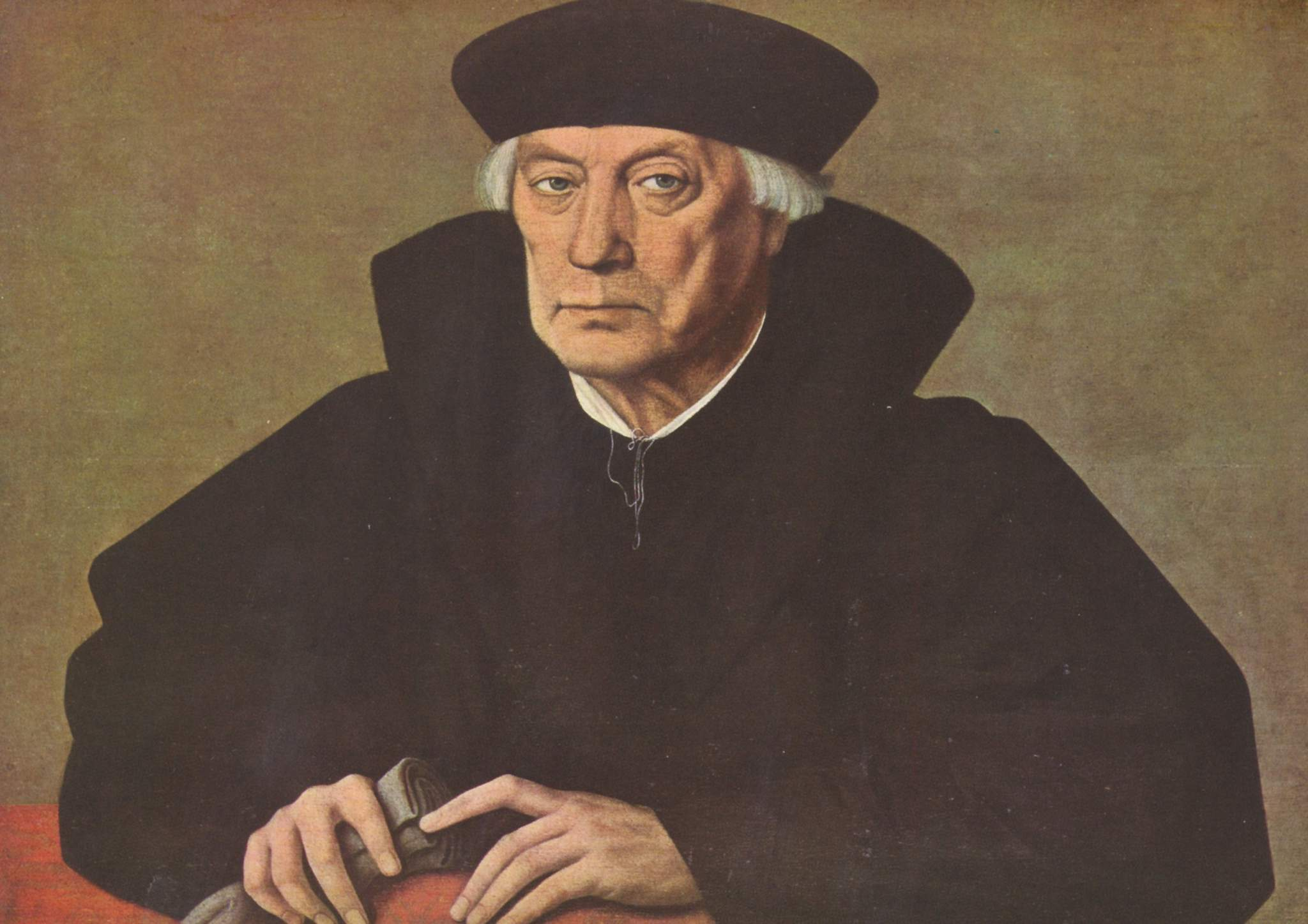
Jan II Carondelet. Schilderij door Jan Cornelisz Vermeyen uit 1530.

Jan (Jean) II Carondelet (Dole, 1469 – Mechelen, 7 februari 1545), was een Bourgondische geestelijke, politicus en rechtsgeleerde, en speelde een grote rol in de Nederlandse regering van Karel V.

## Ambtelijke loopbaan
Jan II Carondelet was de tweede zoon van de jurist Jan I Carondelet en Margaretha van Chassey. Hij studeerde kerkelijk en Romeins recht in zijn geboortestad Dole. Claude I Carondelet was zijn broer en Claude II Carondelet zijn neef.
Hij werd geestelijke en begon in 1493 zijn roemvolle carrière als deken van het kathedrale kapittel te Besançon, werd vervolgens in 1497 raadsheer in de Grote Hertogelijke Raad van Filips de Schone, in 1504 kerkelijk raadsheer in de nieuw opgerichte Grote Raad van Mechelen en ten slotte in 1508 lid van de Geheime Raad, de hoogste regeringsinstelling.
Van 1517 tot 1519 vergezelde hij Karel V naar Spanje en deze benoemde hem in 1522 tot voorzitter van de Geheime Raad. In deze hoedanigheid vormde hij, samen met Margaretha van Oostenrijk, de spil van het bestuur over de Bourgondische Nederlanden. Na het overlijden van de regentes in 1530 gaf Jan, samen met Antoon I van Lalaing en in afwachting van de benoeming van Maria van Hongarije tot landvoogd, leiding aan het bestuur over de Nederlanden.
Toen Karel V in 1531 een grondige hervorming van zijn bestuursapparaat doorvoerde, onder meer door de oprichting van de drie Collaterale Raden, wist Carondelet zijn positie te handhaven: hij bleef het hoofd van de Geheime Raad en werd voorzitter van de Raad van State te Brussel. Tot aan zijn ontslag –op eigen verzoek- in 1540 bleef hij de centrale figuur in het bestuur van de Habsburgse Nederlanden.

## Winstgevende ambten
Door de hoge bescherming van de landheren kon Carondelet zonder moeite opklimmen in de kerkelijke hiërarchie. In 1519 werd hij benoemd tot aartsbisschop van Palermo, waaraan het primaatschap van Sicilië verbonden was, een ambt dat hij tot aan zijn dood vervulde. Het feit dat hij nooit zijn aartsbisdom bezocht, en zelfs nooit één voet op Siciliaanse bodem heeft gezet, verhinderde hem niet te profiteren van de talrijke inkomsten verbonden aan dit ambt.

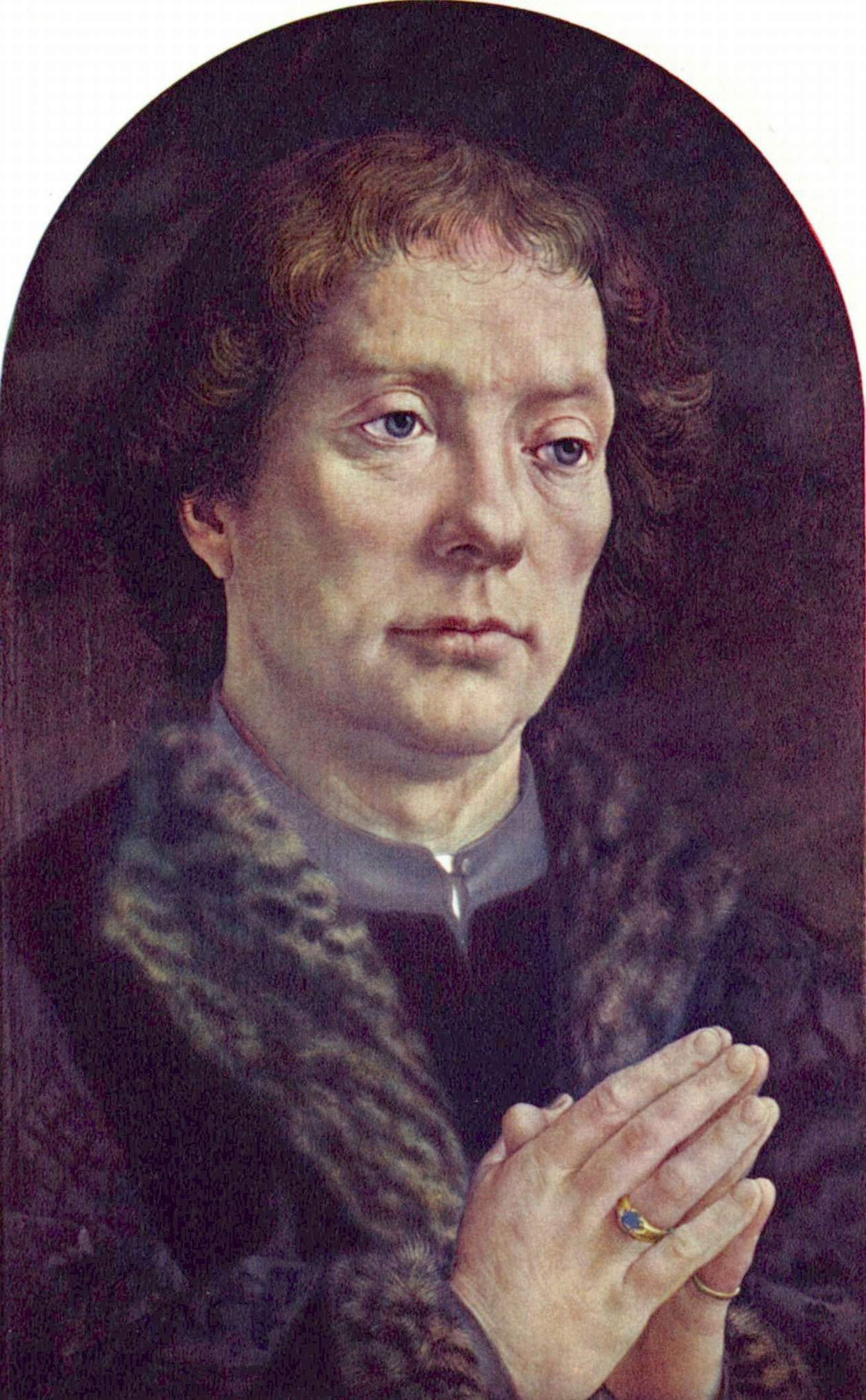
Jan II Carondelet. Schilderij door Jan Gossaert uit 1517

Bovendien werd hij in 1520 proost van het Sint-Donaaskapittel in Brugge, een van de rijkste kerkelijke beneficies in de Nederlanden. Verder was hij onder meer proost van Sint-Walburgis in Veurne en van Sint-Piatus in Seclin, alsook kanunnik van de Sint-Guidokerk in Anderlecht, en volgde hij zijn broer Ferry op als abt van Montbenoît. De cumulatie van al deze functies bezorgde hem rijke inkomsten. Hij betrok een paleis, het zogeheten Hof van Palermo in de Zakstraat in Mechelen, waar hij in 1545 overleed.

## Mecenaat
Carondelets rijkdom en invloed stelden hem in staat een uitgebreid mecenaat uit te bouwen. Hij betoonde zich zeer vrijgevig tegenover zijn vrienden, tot wie hij ook Erasmus mocht rekenen. Erasmus droeg hem zijn tekstuitgave op van de geschriften van de heilige Hilarion. Schilders als Jan van Scorel, Barend van Orley en Jan Gossaert kregen van hem opdrachten toegewezen. Ook zijn geboortestreek Franche-Comté profiteerde van zijn vrijgevigheid, meer bepaald de kathedraal van Besançon en de collegiale kerk van Dôle.
Carondelet werd in de Sint-Donaaskathedraal in Brugge begraven onder een indrukwekkend praalgraf, waarvan een deel thans nog te zien is in de Sint-Salvatorskathedraal.

## Werken
- Consilia et observationes juris
- De orbis situ, Antwerpen, 1562